# João Ribeiro de Barros
João Ribeiro de Barros (Jaú,  4 de abril de 1900 — Jaú, 20 de julho de 1947) foi um aviador brasileiro.
Com seus companheiros, foi um dos pioneiros da travessia aérea do Atlântico Sul, no dia 28 de abril de 1927, a bordo do hidroavião Jahú. Os demais tripulantes foram Arthur Cunha (na primeira fase da travessia) e depois João Negrão (co-pilotos), Newton Braga (navegador), e Vasco Cinquini (mecânico). Os quatro aeronautas partiram de Gênova, em Itália, até Santo Amaro (São Paulo), fazendo escalas em Espanha, Gibraltar, Cabo Verde, e Fernando de Noronha, já em território brasileiro.

## Biografia

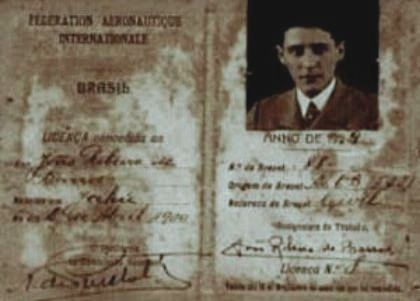
Brevet nº 88 de João Ribeiro de Barros.

Filho de Sebastião Ribeiro de Barros e Margarida Ribeiro de Barros, João Ribeiro de Barros tinha seis irmãos. Estudou no Ateneu Jauense (fundado por seu avô o capitão José Ribeiro de Camargo Barros em 1853) e completou seus estudos secundários no Instituto de Ciências e Letras de São Paulo.
Em 21 de Fevereiro de 1923, na Escola de Aviação de Campinas localizada no Avenida da Saudade no bairro da Ponte Preta, tirou o brevet internacional nº 88 da Liga Internacional dos Aviadores sediada na França, e iniciou efetivamente sua carreira de piloto nesse país.
Desde 1923, tentou associar-se a pilotos competentes e renomados para realizar um voo transatlântico, todavia, essas parcerias não são efetivadas.
Em 1926, conseguiu constituir uma tripulação e dar início ao projeto que o tornaria reconhecido em todo o mundo: realizar um "reide" (como eram conhecidas na época as travessias aéreas transatlânticas) a partir da Itália a bordo de um hidroavião e chegar ao Brasil sem utilizar navios de apoio ao longo da viagem. Pensava que as aeronaves seriam inúteis enquanto dependessem de navios e tinha o desejo de que o avião atuasse de forma totalmente independente do suporte naval.
A ideia inicial, de partir do Brasil com destino à Europa foi  revista, e o voo efetivamente partiu da Europa com destino ao Brasil, tendo pretensões, nunca efetivadas, de fazer na sequência o trajeto de volta.

### O Jahú

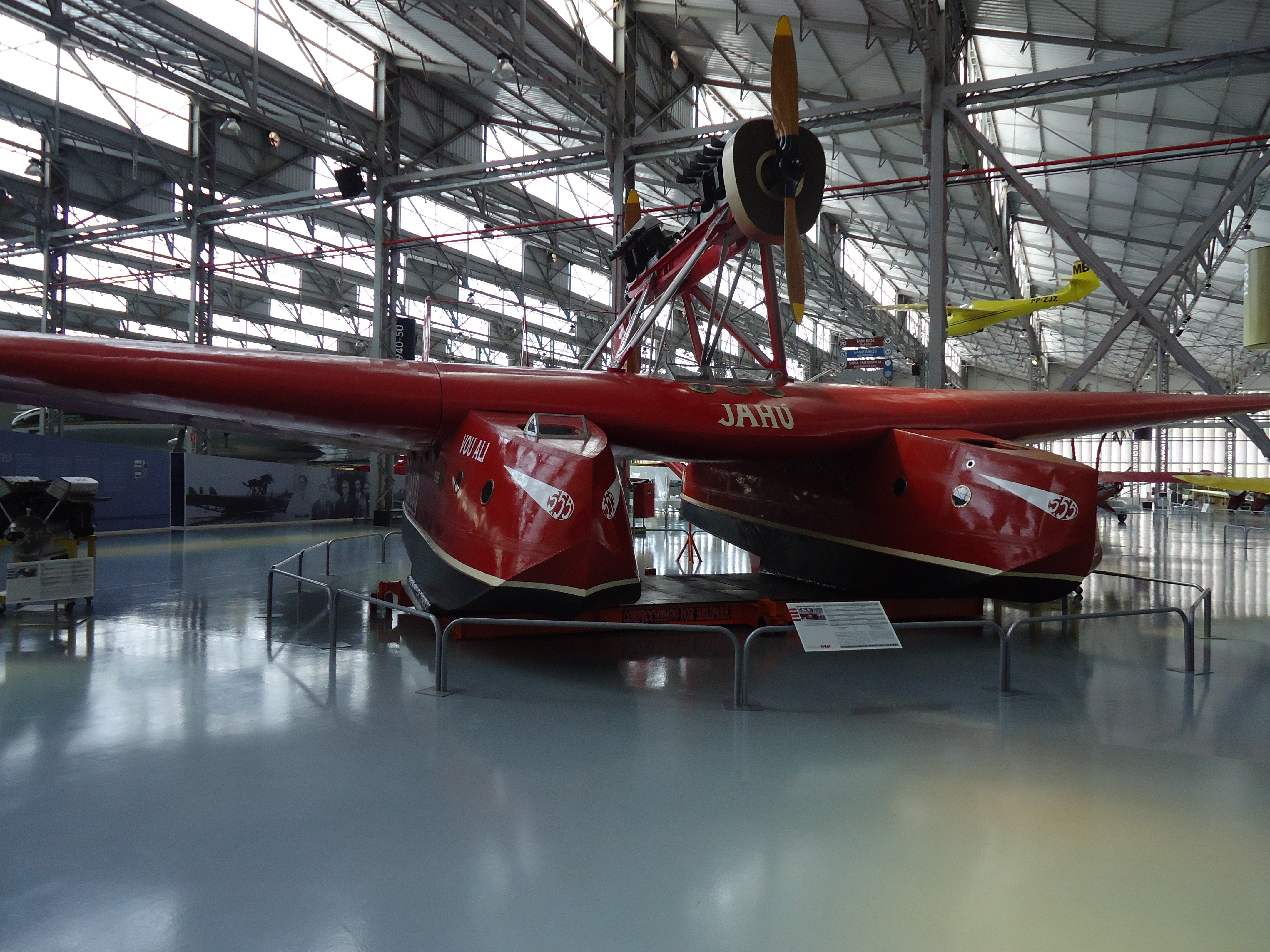
O Jahú no Museu TAM em São Carlos (São Paulo).

Com recursos próprios, João Ribeiro de Barros adquiriu, na Itália, uma aeronave Savoia-Marchetti S.55, que estava avariada e parcialmente submersa. Junto ao tripulante Vasco Cinquini, realizou diversas reformas e adequações no hidroavião, com o objetivo de otimizar sua velocidade e autonomia.
Essa mesma aeronave anteriormente fora utilizada pelo Conde Casagrande numa frustrada tentativa de travessia transatlântica no trajeto da Itália para o Brasil. Esta tentativa foi interrompida em Casablanca na África e o avião foi considerado incapaz de realizar tal façanha. O aparelho, que saiu da fábrica com o nome original de Alcione, foi rebatizado por seu novo proprietário com o nome Jahú (de acordo com a ortografia da época) nome dado em homenagem à sua cidade natal, atual Jaú.
João Ribeiro de Barros decolou em Gênova, na Itália, em 17 de outubro de 1926, com cronograma de voo que previa passagens por Gibraltar, Las Palmas e Cabo Verde, seguindo posteriormente, em voo direto, até a costa brasileira. As ilhas de Cabo Verde já estavam consagradas como um excelente porto para viagens aéreas, sendo que Gago Coutinho e Sacadura Cabral fizeram escala nestas ilhas na histórica primeira travessia aérea do Atlântico Sul, em 1922.

#### A sabotagem
Devido a falhas no funcionamento do motor, tendo que fazer bombeamento manual do combustível, amerrissam em Dênia, na Espanha, onde devido ao mar agitado acabam avariando um dos botes. Seguem viagem e realizam nova amerrisagem em Alicante, também na Espanha, onde realizam a reparação do bote antes de seguir viagem.
Nova amerrisagem é realizada em Gibraltar, sendo então constatada a causa do não funcionamento das bombas automáticas de combustível: ao checarem o coletor do avião, Vasco Cinquini e Arthur Cunha detectam a presença de uma substância branca identificada como sabão.

### Dificuldades
Em Las Palmas João Ribeiro de Barros teve um desentendimento com o piloto Arthur Cunha e após a divulgação deste na imprensa, recebeu um telegrama de sua mãe, cuja porção mais famosa (não se trata do telegrama na íntegra) dizia algo como:
| “ | Aviador Barros: Aplaudimos tua atitude. Não desmontes o aparelho. Providenciaremos a continuação do reide, custe o que custar. Paralisação do reide será fracasso. Asas do avião representam a bandeira brasileira…Dizes se queres piloto auxiliar. Abraços a Braga e Cinquini. E bençãos de tua mãe. assinado: | ” |

Seguiu após alguns dias para Cabo Verde onde os desentendimentos com o piloto Arthur Cunha se intensificaram, fazendo com que este se desligasse por iniciativa própria da tripulação.
O hidroavião Jahú permaneceu nas ilhas de Cabo Verde por um longo período, sendo realizada a sua desmontagem e também uma série de reparos, contando inclusive com a presença de um carpinteiro especializado, vinculado à Fábrica Savoia Marchetti, que havia sido trazido até Cabo Verde por Newton Braga.
Neste período, durante a etapa de conserto do hidroavião, João Ribeiro de Barros recebeu outro telegrama importante, enviado pelo governo brasileiro. O governo orientava que ele desistisse de sua tentativa de cruzar o Atlântico, devendo desmontar o aparelho. Perante o comunicado o aviador seguiu para São Vicente, uma das ilhas de Cabo Verde, deixando um bilhete para Newton Braga, ao qual passava a guarda do avião, que poderia tanto ser utilizado para a travessia quanto encaixotado e despachado em navio para o Brasil.

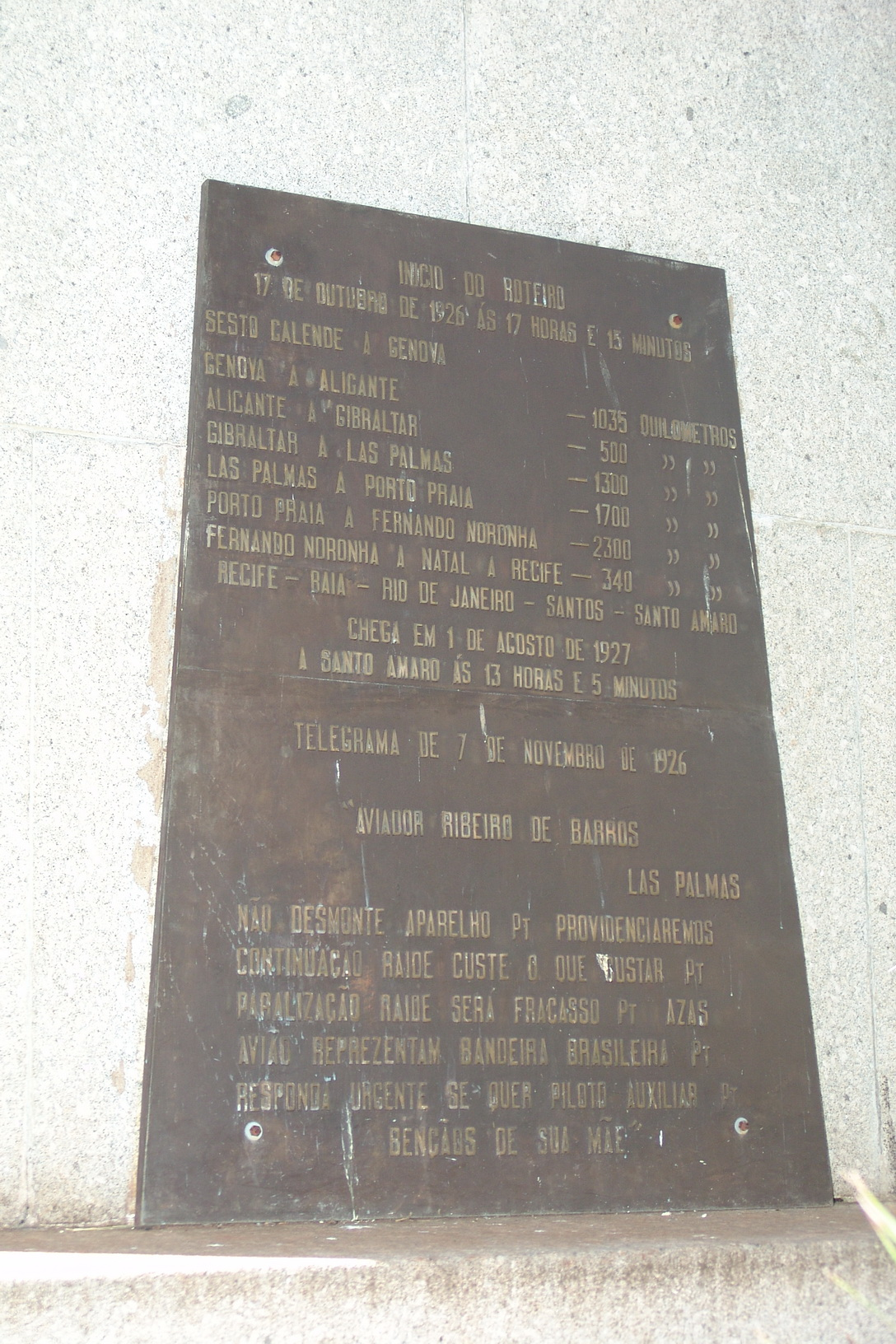
Placa comemorativa na cidade de Jaú, que reproduz o telegrama de D. Margarida.

Alguns dias depois, seu irmão Osório Ribeiro de Barros viaja até Cabo Verde acompanhando o Tenente João Negrão, piloto da força pública de São Paulo, que substituiria Arthur Cunha na tripulação.

### A travessia
Por fim, às 4h30 da manhã no dia 28 de abril de 1927, partindo de Praia na ilha de Santiago (Cabo Verde), cruzou o Atlântico com seus três companheiros a bordo do Jahú, chegando às 17h00 na enseada norte de Fernando de Noronha.
O comandante Nisbet do navio italiano Angelo Tosi testemunhou a amerissagem do Jahú. Este comandante atestou que nos tanques da aeronave ainda restavam 250 litros de combustível.
Nesse trajeto foi estabelecido um recorde de velocidade que se manteria por alguns anos.

### Triunfo
Após essa etapa, foi pousando em diversas cidades litorâneas, (Natal, Recife, Salvador, Rio de Janeiro, Santos e São Paulo), onde foi recebido com grandes festas e honras.
Segundo o historiador Luís da Câmara Cascudo (no livro No Caminho do Avião... Notas de Reportagem Aérea 1922-1933), o JAHÚ amerrisou no Rio Potengi, na cidade de Natal, no dia 14 de maio de 1927, completando sua travessia sobre o Oceano Atlântico.
| “ | Para a tripulação do "Jahú" foram merecidas e, para nós, justas e oportunas, as festas que se tornaram nacionais quando de sua aterrizagem no estuário do Potengi. | ” |

O avião foi restaurado pela empresa Helipark, de Carapicuíba, ficando exposto ao público no Museu Asas de um Sonho em São Carlos até janeiro de 2016. Trata-se da única aeronave transatlântica da época que ainda existe e está com sua configuração original.

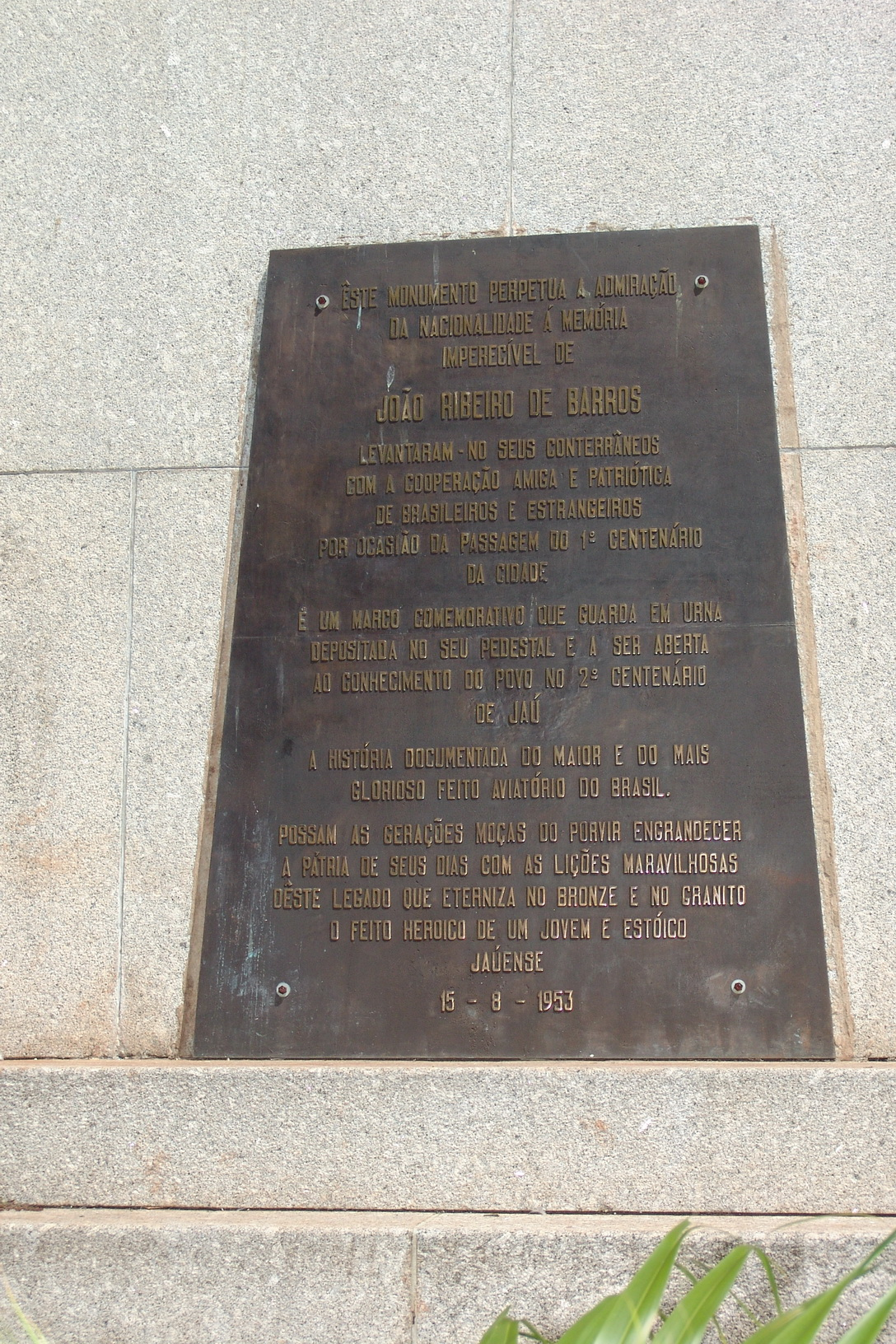
Placa comemorativa na cidade de Jaú.

### Outras aventuras
Em 1929, João Ribeiro de Barros adquiriu uma aeronave Breguet que pretendia usar num voo do Brasil para a Europa, todavia, durante a fase de preparação, recebe a notícia da morte de sua mãe. Envia o aparelho desmontado para o Brasil, onde, no campo de pouso Latecoere, na Praia Grande, cidade de Santos, o mesmo é montado. Barros presta uma homenagem à sua mãe dando-lhe o nome "Margarida." Antes da realização do voo ocorre a revolução de 1930 e o avião é vendido para o governo.
Em 1932 se associa com grupos paulistas na Revolução Constitucionalista, atravessando a cavalo, junto com diversos combatentes que seguiam a pé, o Vale do Paraíba.

Em 17 de agosto de 1935, ao lado de Newton Braga e como inúmeros outros jovens da sua geração, veste a camisa-verde, se filiando à Ação Integralista Brasileira (AIB). Foi eleito com 1 426 votos à Câmara Municipal de São Paulo em julho de 1936, após ampla campanha integralista que recomendou aos seus membros que votassem no herói paulista. Segundo a revista Apartes, publicada pela Câmara Municipal de São Paulo:

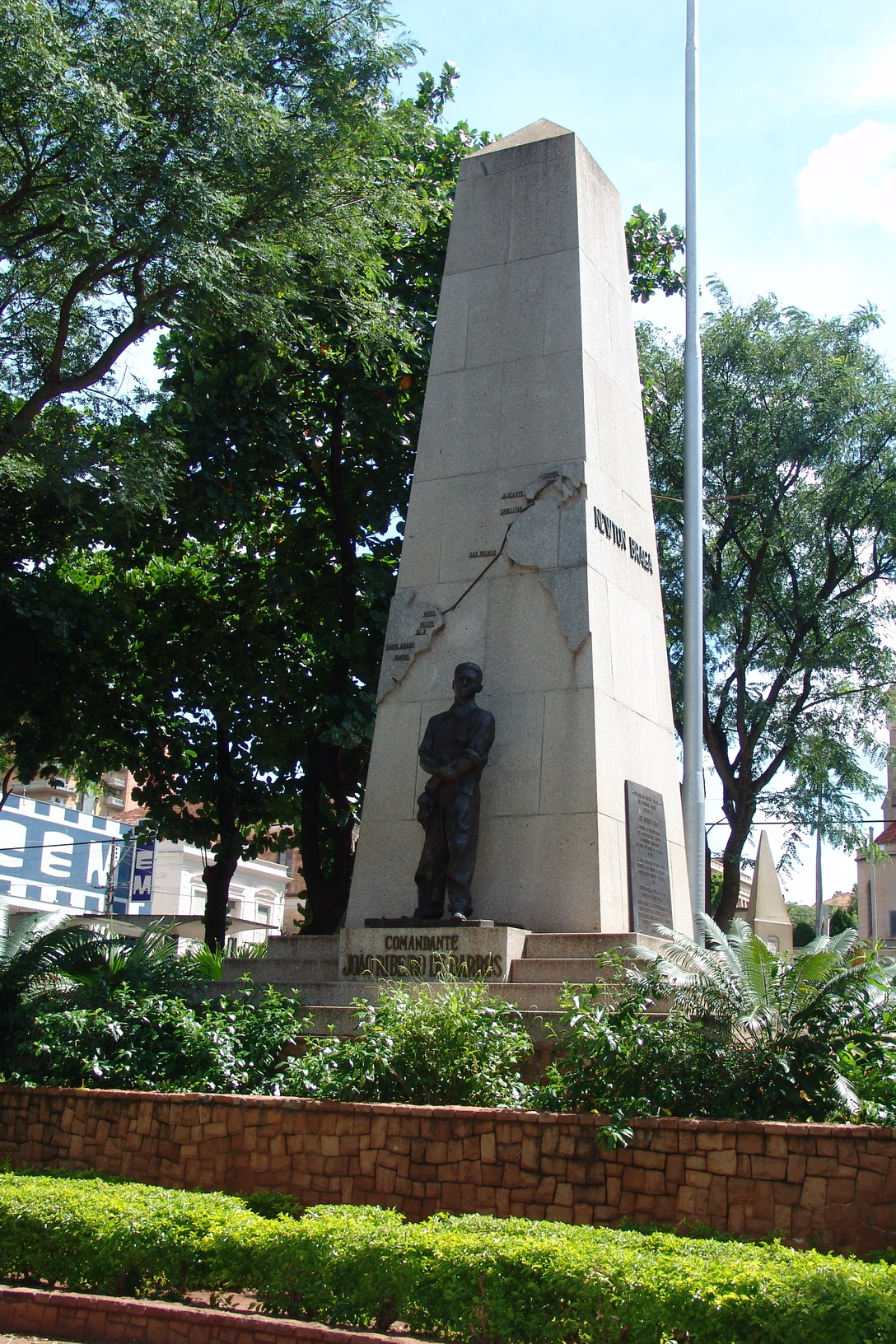
Monumento a João Ribeiro de Barros em Jaú.

"Como candidato, o slogan de campanha do piloto foi “Contra o aumento dos impostos”, usado também pelos demais concorrentes integralistas naquele ano. Assumiu no dia 9 de julho, vestido com o uniforme verde do partido, e, antes de fazer o juramento devido, de respeito às leis e às Constituições Federal e Estadual, bradou “em nome de Deus, anauê!” (...).

### Morte
Faleceu na fazenda Iriçanga em sua cidade natal, Jaú, a 20 de julho de 1947.
Não casou nem deixou filhos. Seu corpo estava sepultado no cemitério municipal. Mais tarde seus restos mortais foram transferidos para a praça Siqueira Campos na mesma cidade e alojados no monumento erigido em celebração à Travessia.

## Condecorações
Graças à sua participação na Travessia, João Ribeiro de Barros conquistou títulos, prêmios e recebeu várias homenagens, entre as quais se destacam:
- Legião de Honra - concedida pela França.
- Cruz Gamada - a mais elevada condecoração dada a um civil à época pela Alemanha.
- Comenda da Cruz de Malta - concedida pela Itália.
- Sócio Honorário do Aeroclube do Brasil.
- Um telegrama de congratulações enviado por Alberto Santos Dumont.